# Космос-2441
Космос-2441 је један од преко 2400 совјетских вјештачких сателита лансираних у оквиру програма Космос.
Космос-2441 је лансиран са космодрома Плесецк, Русија, 26. јула 2008. Ракета-носач је поставила сателит у орбиту око планете Земље. 